# Rodrigo Quiroga
Rodrigo Daniel Quiroga (* 23. März 1987 in San Juan) ist ein argentinischer Volleyballspieler.

## Karriere
Rodrigo Quiroga kommt aus einer Volleyball-Familie. Sein Onkel Raúl Quiroga gewann bei den Olympischen Spielen 1988 Bronze, sein Vater Daniel war ebenfalls Nationalspieler und sein Bruder Gonzalo spielte u. a. in Italien und Polen. Seine eigene Karriere begann in seiner Heimatstadt bei Obras Sanitarias de San Juan. In der Saison 2005/06 spielte er eine Saison beim Club de Amigos und gewann mit dem Verein die argentinische Meisterschaft. Danach ging der Außenangreifer nach Italien zum Zweitligisten Fiorese Spa Bassano. Anschließend war er bei SP Catania und Edilesse Cavriago zwei weitere Jahre in der zweiten italienischen Liga aktiv. Mit der argentinischen Nationalmannschaft wurde er bei den Südamerikameisterschaften 2007 und 2009 jeweils Zweiter.
Im November 2009 wechselte Quiroga zum Erstligisten Tonno Callipo Vibo Valentia. 2010/11 stand er in Griechenland bei Iraklis Thessaloniki unter Vertrag. Zur nächsten Saison kehrte er nach Italien zurück, aber seine Zeit bei CMC Ravenna endete bereits im Januar 2012. Daraufhin wechselte der Außenangreifer nach Istanbul zu Fenerbahçe Grundig Mit dem Verein gewann er den türkischen Pokal und die Meisterschaft. Mit der Nationalmannschaft nahm er an den Olympischen Spielen 2012 teil, bei denen die Mannschaft im südamerikanischen Viertelfinale gegen Brasilien unterlag.
In der Saison 2012/13 spielte Quiroga in der brasilianischen Superliga bei Minas Tênis Clube. Bei der Südamerikameisterschaft 2013, bei der Argentinien wie in den Vorjahren das Finale gegen Brasilien verlor, war er bester Angreifer des Turniers. In den nächsten beiden Saisons war er weiterhin in Brasilien aktiv, zunächst bei Moda Maringá und dann bei Canoas Vôlei. Bei der Südamerikameisterschaft 2015 gab es für ihn die nächste Silbermedaille und Auszeichnung als bester Angreifer. Außerdem gewann er mit Argentinien die Panamerikanischen Spiele.
2015/16 spielte Quiroga wieder bei seinem Heimatverein Obras Sanitarias de San Juan. Danach ging er in die Emirate zu Al-Nasr Dubai. 2017 wechselte er zum polnischen Erstligisten Jastrzębski Węgiel. Mit dem Verein erreichte er in der Champions League die erste Playoff-Runde. Von 2018 bis 2020 spielte er zum dritten Mal in San Juan. Im Oktober 2020 wurde er vom deutschen Bundesligisten United Volleys Frankfurt verpflichtet.